# 201 TCN
Năm 201 TCN là một năm trong lịch Julius. 